# Frovatriptán
El frovatriptán es un medicamento que se emplea en el tratamiento del ataque agudo de migraña y pertenece al grupo farmacológico de los triptanes, por lo que está emparentado con sumatriptán, zolmitriptán, almotriptán, naratriptán, eletriptán y rizatriptán que se utilizan con la misma indicación. No es útil como tratamiento ni prevención de otros tipos de cefalea (dolor de cabeza), como la cefalea tensional. Tampoco está indicado en la prevención de migraña excepto en el caso de la migraña catamenial (relacionada con la menstruación).
Se presenta en forma de comprimidos de 2.5 mg. La dosis habitual es 2.5 mg por vía oral que pueden repetirse a las dos horas. La dosis diaria no debe ser superior a los 7.5 mg (3 comprimidos).
Está contraindicado su empleo si el paciente sufre enfermedad coronaria, angina de pecho o antecedentes de infarto de miocardio, también cuando existe isquemia periférica o claudicación intermitente, por poder agravar la falta de riego arterial que se produce en estas situaciones.